# زنكات
الزنكات صنف من المركبات الكيميائية اللاعضوية الأيونية، والتي يكون فيها عنصر الزنك مرتبطاً مع الأكسجين في الشق الأنيوني الحامل للشحنة الكهربائية السالبة.
عادة ما يشير مصطلح الزنكات إلى
- الأنيون 2−ZnO2 أو الشكل المميه منه على هيئة رباعي هيدروكسو الزنكات، ومثال عليه مركب زنكات الصوديوم.
- الأيون المبلمر [−Zn(OH)3] وأملاحه مثل NaZn(OH)3· H2O.[1]
- مركب أكسيد للزنك مرتبط مع عنصر أقل كهرسلبية مثل Na2ZnO2.[2]

## التحضير
تحضر محاليل الزنكات عادة من إذابة هيدروكسيد الزنك أو أكسيد الزنك في محاليل قلوية قوية مثل هيدروكسيد الصوديوم، مما ينتج عنه الحصول على عدة أشكال من أنيونات الزنكات، والمستخدمة في عمليات الطلي المختلفة؛ وتسمى العملية حبنها عملية الزنكات.